# Avery-Plateau
Das Avery-Plateau ist ein vereistes Hochplateau des Grahamlands auf der Antarktischen Halbinsel. Es erreicht Höhen von bis zu 2000 m und erstreckt sich über eine Länge von 63 km auf halbem Weg zwischen der westlichen Loubet-Küste und der östlichen Foyn-Küste.
Vermutlich wurde das Plateau erstmals zwischen Januar und Februar 1909 durch Teilnehmer der Fünften Französischen Antarktisexpedition (1908–1910) unter der Leitung Jean-Baptiste Charcots gesichtet. Der Falkland Islands Dependencies Survey nahm zwischen 1946 und 1947 eine geodätische Vermessung vor. Das UK Antarctic Place-Names Committee benannte das Plateau 1955 nach Kapitän George Avery, Schiffsführer des Kutters Lively, der gemeinsam mit Kapitän John Biscoe und dessen Brigg Tula Im Februar 1832 diesen Teil der Antarktischen Halbinsel erreichte.